# Южный сельсовет (Варгашинский район)
Южный сельсове́т — административно-территориальная единица и муниципальное образование со статусом сельского поселения в Варгашинском районе Курганской области Российской Федерации.
Административный центр — село Дубровное.

## История
Законом Курганской области от 20 сентября 2018 года N 108, был образован новый Южный сельсовет, в состав которого вошли все населённые пункты 5 упразднённых сельсоветов: Дубровинского, Дундинского, Медвежьевского, Спорновского и Строевского.

## Население
| 2018 | 2019  | 2020  |
| ---- | ----- | ----- |
| 1428 | ↘1378 | ↘1333 |

## Состав сельского поселения
| № | Населённый пункт | Тип населённого пункта       | Население |
| - | ---------------- | ---------------------------- | --------- |
| 1 | Гагарье          | деревня                      | ↘36       |
| 2 | Дубровное        | село, административный центр | ↘370      |
| 3 | Дундино          | село                         | ↘296      |
| 4 | Корнилово        | деревня                      | ↘78       |
| 5 | Медвежье         | село                         | ↘171      |
| 6 | Саламатовское    | село                         | ↘93       |
| 7 | Спорное          | село                         | ↘280      |
| 8 | Строево          | село                         | ↘249      |